# 어댑테이션
《어댑테이션》(영어: Adaptation.)은 미국에서 제작된 스파이크 존즈 감독의 2002년 코미디 드라마 영화이다. 니컬러스 케이지, 메릴 스트리프 등이 출연하였고, 조너선 데미 등이 제작에 참여하였다.
이 영화는 영국 영화 협회에 의해 2000년대 최고의 영화 30편 가운데 하나로 순위에 올랐다.

## 출연진
- 니컬러스 케이지
- 메릴 스트리프
- 크리스 쿠퍼
- 캐라 시모어
- 브라이언 콕스
- 틸다 스윈턴
- 론 리빙스턴
- 매기 질런홀
- 주디 그리어
- 짐 비버
- 제이 태브레이
- 더그 존스
- 피터 제이슨
- 게리 파머
- 커티스 핸슨
- 데이비드 O. 러셀

존 말코비치 되기 관련 카메오 출연
- 존 큐색, 캐서린 키너, 존 맬커비치, 랜스 어코드, 토머스 패트릭 스미스, 스파이크 존즈

## 기타 제작진
- 배역: 저스틴 배들리, 킴 데이비스와그너
- 미술: K.K. 배럿
- 의상: 케이시 스톰
- 특수 효과: 그레이 마셜

## 우리말 녹음
MBC 성우진
- 박조호 - 찰리 / 도널드 (니컬러스 케이지)
- 윤소라 - 수전 (메릴 스트리프)
- 이도련 - 러로시 (크리스 쿠퍼)
- 안정현
- 김용식
- 최성우
- 정남
- 최한
- 문남숙
- 박신희
- 방성준
- 이원찬
- 정재헌